# Sava Vallis
La Sava Vallis è una struttura geologica della superficie di Marte.